# José Tomas Gomes da Silva
José Tomas Gomes da Silva (* 4. August 1873 in Martins, Rio Grande do Norte; † 31. Oktober 1948) war ein brasilianischer Geistlicher und römisch-katholischer Bischof von Aracaju.

## Leben
José Tomas Gomes da Silva empfing am 15. November 1896 das Sakrament der Priesterweihe.
Am 12. Mai 1911 ernannte ihn Papst Pius X. zum ersten Bischof von Aracaju. Der Bischof von Paraíba, Adauctus Aurélio de Miranda Henriques, spendete ihm am 19. November desselben Jahres die Bischofsweihe; Mitkonsekratoren waren der Bischof von Floresta, Augusto Álvaro da Silva, und der Bischof von Natal, Joaquim Antônio de Almeida. Die Amtseinführung erfolgte am 4. Dezember 1911.